# Rudzisko (województwo świętokrzyskie)
Rudzisko – wieś w Polsce położona w województwie świętokrzyskim, w powiecie koneckim, w gminie Fałków.
Sołectwo dla tej wsi znajduje się we wsi Turowice. W 2011 wieś zamieszkiwało 86 osób.
W latach 1975–1998 miejscowość położona była w województwie piotrkowskim.
Przez miejscowość przepływa niewielka rzeka Barbarka, dopływ Czarnej.
Wierni Kościoła rzymskokatolickiego należą do parafii Świętej Trójcy w Fałkowie.